# میدان مرجان
میدان مرجان (به عربی: حقل المرجان) یکی از میدان‌های نفتی عربستان سعودی می‌باشد که در آبهای خلیج فارس قرار دارد. مرجان در ۲۶۰ کیلومتری شمال شرقی ظهران و ۹۰ کیلومتری میدان سفانیه قرار دارد. این میدان همچنین در مجاورت میدان فروزان ایران قرار دارد. این میدان دارای ۳ آزمایشگاه جداسازی گاز از نفت به نامهای مرجان ۱، مرجان ۲ و مرجان ۳ می‌باشد، که هرکدام برنامه فعالیتی متفاوتی با بقیه دارد. میزان نفت قابل استخراج از این میدان ۱۰ میلیارد بشکه برآورد می‌شود.
این میدان در سال ۱۹۶۷ کشف شد. در سال ۲۰۰۶ ۱۰۵ نفر کارگر در حال فعالیت در این میدان بوده‌اند.
در حال حاضر حق برداشت نفت از این میدان متعلق به شرکت آرامکو می‌باشد.